# Сајамска палата у Холешовицама
 Сајамска палата у Холешовицама (чеш. Veletržní palác v Holešovicích) једна од првих и највећих функционалистичких зграда у Прагу у Чешкој. Палата је првобитно била намењена сајмовима (отуда и њен назив Сајамска плата), касније је била седиште спољнотрговинских предузећа, а данас је палата седиште Националне галерије у Прагу, у којој се налази стална изложбена поставка из историје уметности 20. и 21. века и друге изложбене поставке. Зграда је проглашена за непокретно културно добро Чешке од 1958. године.

## Историја
Палату су дизајнирали архитекте Josefa Fuchse и Oldřicha Tyla након што су освојиле прву награду на архитектонском конкурсу.
Палата је грађене између 1925. и 1928. године. Са површином од око 13.500 м2, у периоду између два светска рата палата је била највећа зграда овог типа на свету. У то време служила је  Прашким компанијама за организовање сајмова.
Од октобра 1941. године, нацистички окупатори су оближњи простор такозване Радио пијаце (такође назване Ново излагалиште, насупрот Сајамске улице и Сајамске палате, који је данас комплекс Парк хотел) користили као место окупљања Јевреја држављана Чешке и Моравске пре него што су их депортовали у концентрационе логоре.
После Другог светског рата, палата је постала седиште неколико државних компанија које су се бавила спољном трговином (нпр Тузек, Стројимпорт, итд.).
Палата у пламену
Историја зграде је значајно забележена 14. августа 1974. године, када је готово уништена пожаром великих размера, чија је гашење трајала до 20. августа.  Када је 1976. године донета одлука да се палата реконструише, обнова се споро одвијала тако да је тек 1990-их зграда потпуно поправљена.

## Намена палате
Национална галерија у Прагу, која у то време није располагала својим адекватним пословним простором 1976. године добила је зграду на управљање и учествовање у њеној реконструкцији.
Након реконструкције Сајамске палате  1990-их у њој је организована стална изложбена поставка Национална галерија у Прагу под називом Уметност 20. и 21. века - Збирка модерне и савремене уметности. У оквиру ове збирке на више етажа приказана су уметничка дела чешких и страних аутора. На овој поставци могу се видети се дела светски признатих уметника као што су Едвард Муха , Пабло Пикасо, Клод Моне  и Висент Ван Гог.
- Део изложбених поставки у Сајамској палати

### Распоред уметничких садржаја по спратовима
- 5. спрат - периодичне изложбе
- 4. спрат - чешки модернизам I, 1890–1930. и изложба 1796⁠ - ⁠1918: Уметност дугог века која приказује  домаћу уметност заједно са страном уметношћу. За разлику од претходних изложби колекција у Националној галерији, ова колекција укључује позајмице других музејских и галеријских институција да попуни празнине у колекцијама.[6]
- 3. спрат - изложба колекција 1918⁠ - ⁠1938: Прва република, основана је поводом 100 година од оснивања Чехословачке Републике и представља богато уметничко стваралаштво и уметничко деловање младе државе у годинама од 1918⁠ до ⁠1938. Поред слика и скулптура водећих чешких, словачких, чешко-немачких и карпатских уметника (Václav Špála, Josef Čapek, Jindřich Štyrský, Toyen, August Brӧmse, Maxim Kopf, Wenzel Hablik итд.), на изложби су и дела из позната француска колекција (Пол Гоген, Хенри Роусо, Пабло Пикасо, Винсент ван Гог, итд.), коју је чехословачка држава купила недуго након оснивања 1920-их и 1930-их.[5] На овом спрату на површини од 13.500 м2, изложени су и експонати који нису само из области ликовне уметности, већ и из области архитектуре и намештаја, фотографије, дизајна и сценографије.
- 2. спрат - чешки модернизам III (од 1930), чешка савремена уметност
- 1. спрат - међународна уметност 20. и 21. века, периодичне изложбе
- Полуспрат и приземље - периодичне изложбе

## Галерија
- Спољашњи и унутрашњи изглед Сајамске палате